# Andrei Ionescu
Andrei Ionescu (Craiova, 29 marzo 1988) è un calciatore rumeno, centrocampista dell'Amara.

## Caratteristiche tecniche
Interno di centrocampo, può giocare come esterno sinistro o come trequartista.

## Carriera

### Club
Nel 2008 le sue prestazioni sono acquisite dallo Steaua in cambio di 800000 €.

## Palmarès

### Club

#### Competizioni nazionali
- Coppa di Lega ungherese: 1

Ferencváros: 2012-2013
- Coppa di Romania: 1

Voluntari: 2016-2017
- Supercoppa di Romania: 1

Voluntari: 2017